# Singe jockey

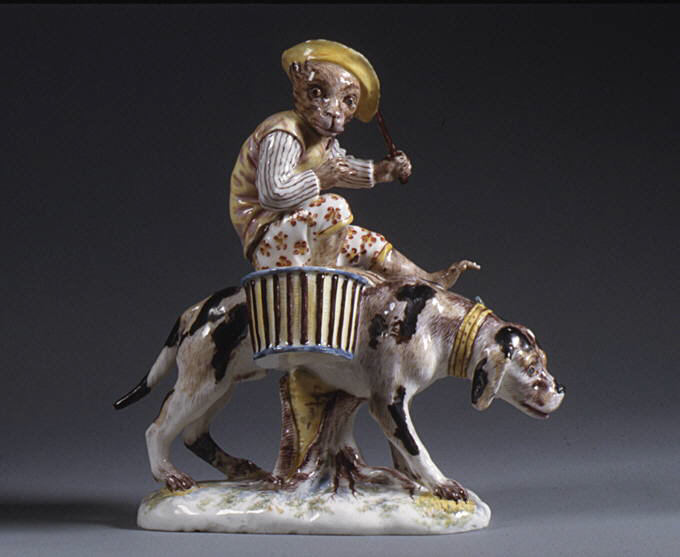
Singe montant un chien (porcelaine du).

Le singe jockey est un divertissement chinois très populaire entre la dynastie Han et la dynastie Sui. Originaire du Nord du pays, il préfigure l'art des écuyers du cirque. Il en existe deux versions. La plus connue consiste, pour un cavalier humain, à revêtir une peau de singe et à réaliser des acrobaties. Ce spectacle est notamment décrit dans le Taiping huanyuji (太平環宇記, 976-983). L'autre version, connue depuis l'Antiquité, met en scène un véritable singe, le plus souvent sur le dos d'un chien, comme prétexte à ridiculiser une autorité. 

## Historique
Connu depuis l'Antiquité chinoise, ce divertissement semble provenir de tribus nomades du Nord, extérieures à la Chine. Ils relèvent plus généralement des arts acrobatiques chinois, étant intégrés parmi une série d'autres spectacles comme la danse du lion et la danse sur la perche (en). Les voltiges équestres réalisées en Chine au Xe siècle préfigurent les arts des écuyers du cirque ; pratiqués par les acrobates du Nord, ils peuvent être considérés comme une forme archaïque d'arts du cirque.

## Versions
La version mettant en scène un acteur humain consiste, pour ce dernier, à revêtir une peau de singe pour réaliser des acrobaties, telles que passer sous le ventre du cheval, se tenir sur son encolure, lui tirer la queue, sauter sur sa croupe, ou même se tenir sur une jambe pour réaliser avec l'autre des signes de calligraphie. 
L'autre forme de spectacle de singe jockey est plus rare, et revêt une dimension de rire contre des autorités. Un singe sur le dos d'un chien pouvait ainsi être une caricature d'un général réputé.

## Mentions
Le Taiping huanyuji (太平環宇記, 976-983) contient la description détaillée d'un spectacle de singe jockey.

## Représentations artistiques
Il existe des gravures sur brique, sous la dynastie Han, montrant des singes jockey. Le musée de Tengzhou possède une gravure sur pierre. Le musée de Xinmishi a une gravure sur brique. Les deux sont considérés comme relevant de l'art classique.